# Jennifer Rush
Jennifer Rush (* jako Heidi Stern 28. září 1960) je americká zpěvačka a skladatelka. Celosvětového úspěchu dosáhla od poloviny osmdesátých let po vydání několika singlů a alb zahrnujících jednu z jejích nejprodávanějších písní „The Power of Love“, na které se autorsky podílela a která vyšla v roce 1984.

## Dětství
Jennifer Rush se narodila jako Heidi Stern v Astorii v Queensu v New Yorku a má dva starší bratry. Její otec Maurice Stern je operní tenorista, učitel zpěvu a sochař. Po rozvodu rodičů žila ona a její bratři s matkou, později se svým otcem a jeho druhou ženou. Rush se učila hrát na housle a klavír na Juilliard School, ale raději hrála v soukromí na kytaru. Když jí bylo devět, Sternova rodina se přestěhovala do Německa, vrátili se do USA v období jejího dospívání. Po nějaký čas žila v Seattlu, když její otec pracoval na washingtonské univerzitě.

## Kariéra
První album zpěvačky Rush, nazvané jejím původním jménem Heidi Stern, bylo vydáno jen místně v Seattlu v roce 1979. Poté, co se setkala se zpěvákem, skladatelem a producentem Gene McDanielsem, odletěla do Los Angeles. Rush uvedla, že McDaniels byl jejím nejvlivnějším mentorem. V roce 1982 se Rush přestěhovala do německého Wiesbadenu, kde byl její otec zaměstnán jako operní zpěvák.
Jako zpěvačka uspěla v celé Evropě, Africe a Asii s písněmi jako Ring of Ice, Destiny, I Come Undone, Madonna's Eyes, Flames of Paradise (duet s Eltonem Johnem), 25 Lovers, Till I Loved You (duet s Plácido Domingem), Heart Over Mind, You're My One and Only, Who Wants to Live Forever (duet s Brianem Mayem z Queen) a Amigos Para Siempre (duet s José Carrerasem).
V roce 2010 Rush uvedla, že své umělecké jméno „Jennifer“ přijala na naléhání své první vydavatelské/nahrávací společnosti CBS Songs (součást společnosti CBS Germany), se kterou podepsala první smlouvu.[zdroj?] V Guinnessově knize světových rekordů je její písnička The Power of Love uvedena jako „nejprodávanější singl ženské sólové zpěvačky v historii britského hudebního průmyslu.“[zdroj?]
Singl The Power of Love se udržel na vrcholu žebříčků po více než osm týdnů v Austrálii, Jižní Africe a mnoha evropských zemích. Po několika cover verzích jiných umělců měla výrazný úspěch v roce 1994 verze od zpěvačky Céline Dion.
Pro Jennifer Rush byla úspěšná také 90. léta, kdy vydala čtyři alba, ale postupně se začala věnovat převážně psaní písní namísto zpívání.

## Diskografie

### Singly
- Tonight (1982)
- Into My Dreams (1983)
- Come Give Me Your Hand (1983)
- 25 Lovers (1984)
- Ring of Ice (1984)
- The Power of Love (1985)
- Destiny (1985)
- Madonna's Eyes (1986)
- If You're Ever Gonna Lose My Love (1986)
- The Power of Love (Remix) (1986)
- I Come Undone (1987)
- Flames of Paradise (1987) – duet s Eltonem Johnem
- Heart Over Mind (1987)
- Another Way (1988)
- You're My One and Only (1988)
- Keep All the Fires Burning Bright (1989)
- Love Get Ready (1989)
- Till I Loved You (1989) – duet s Plácido Domingem
- Higher Ground (1989)
- Wings of Desire (1990)
- We Are the Strong (1990)
- Ave Maria (Survivors of a Different Kind) (1991)
- Never Say Never (1992)
- Vision of You (1993)
- A Broken Heart (1993)
- Tears in the Rain (1995)
- Out of My Hands (1995)
- Das Farbenspiel des Winds (píseň „The Colours of the Wind“ z filmu Pocahontas) (1995)
- Credo (1997)
- Sweet Thing (1997)
- The End of a Journey (1998)
- Ring of Ice (1999)
- Before the Dawn (2010)
- Echoes Love (2010)

### Alba
- Heidi (1979)
- Jennifer Rush (1984)
- Movin' (1985)
- Heart Over Mind (1987)
- Passion (1988)
- Wings of Desire (1989)
- The Power of Jennifer Rush (1991)
- Jennifer Rush (1992)
- Out of My Hands (1995)
- Credo (1997)
- Classics (1998)
- The Power of Love: The Best of Jennifer Rush (2000)
- Stronghold – The Collector's Hit Box (2007)
- Now Is the Hour (2010)